# Etmopterus joungi

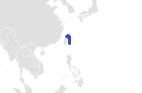
Ареал

Etmopterus joungi  (лат.) — недавно описанный вид рода чёрных колючих акул семейства лат. Etmopteridae отряда катранообразных. Обитает в Тихом океане на глубине от 300 м. Максимальный зарегистрированный размер 45,6 см. Окрас тёмно-серого цвета, брюхо и нижняя часть головы чёрные или серо-чёрные. У основания обоих спинных плавников имеются шипы. Анальный плавник отсутствует. Вид был описан на основании особей, обнаруженных на рыбном рынке на северо-востоке Тайваня. Назван в честь доктора национального Тайваньского Института океанологии Шуу-Дженг Джонга.

## Описание
Максимальный зарегистрированный размер составляет 45,6 см (самка). У этих акул стройное, вытянутое тело с коротким хвостом. Длина морды составляет около 8,2—8,7 % от общей длины. Широкий рот сильно изогнут. Длина головы равна примерно 15,3—16% от общей длины. Верхние зубы с центральным остриём и несколькими латеральными зубцами. Нижние зубы расположены в один ряд, сцеплены между собой и образуют единую режущую кромку. Расстояние от грудных до брюшных плавников составляет около 29% от общей длины. Грудные плавники очень узкие. Расстояние между спинными плавниками в 3 раза превышает дистанцию между первым спинным шипом и грудными плавниками. Второй спинной плавник сдвинут к хвосту, он крупнее первого. Кожа плотно покрыта усечёнными и низкими плакоидными чешуями в форме коронки, оканчивающейся крючком. Чешуйки расположены неравномерно. Окраска сверху тёмно-серая, нижняя часть головы и брюхо окрашены в чёрный или серо-чёрный цвет. Над и позади брюшных плавников пролегает чёрная отметина.

## Биология
Etmopterus joungi, вероятно, размножаются яйцеживорождением.

## Взаимодействие с человеком
Вид не имеет промысловой ценности. В качестве прилова попадает в промысловые глубоководные снасти. Самые крупные особи поступают в продажу на местные рынки и, очевидно, используются в пищу. Международный союз охраны природы ещё не оценил статус сохранности данного вида.